# Act of Defiance
Act of Defiance – amerykańska supergrupa wykonująca thrash metal. Powstała w 2014 roku w Los Angeles z inicjatywy perkusisty Shawna Drovera i gitarzysty Chrisa Brodericka, wówczas członków zespołu Megadeth oraz basisty Matthew Bachanda, członka grupy Shadows Fall i wokalisty Henry'ego Dereka Bonnera, byłego członka formacji Scar the Martyr. Debiutancki album formacji zatytułowany Birth and the Burial ukazał się 21 sierpnia 2015 roku nakładem wytwórni muzycznej Metal Blade Records. Nagrania były promowane teledyskami do utworów "Throwback" i "Legion of Lies".

## Dyskografia
| Tytuł                | Dane dot. albumu                                        | Pozycja na liście | Sprzedaż         |
| Tytuł                | Dane dot. albumu                                        | USA Heat.         | Sprzedaż         |
| -------------------- | ------------------------------------------------------- | ----------------- | ---------------- |
| Birth and the Burial | - Data: 21 sierpnia 2015 - Wydawca: Metal Blade Records | 6                 | - USA: 3,2 tys.+ |

## Teledyski
| Tytuł            | Rok  | Reżyseria   | Album                | Źródło |
| ---------------- | ---- | ----------- | -------------------- | ------ |
| "Throwback"      | 2015 | —           | Birth and the Burial | [ 6 ]  |
| "Legion of Lies" | 2015 | Corey Soria | Birth and the Burial | [ 7 ]  |